# Brushfire Fairytales
 Brushfire Fairytales är 2001 års debutalbum från singer-songwriter Jack Johnson. Albumet blev en stor hit för Johnson, som inte hade för avsikt att satsa på en karriär inom musik, utan inom filmvetenskap.

## Låtlista
Alla sånger gjorda av Jack Johnson.
1. "Inaudible Melodies" – 3:35
2. "Middle Man" – 3:14
3. "Posters" – 3:13
4. "Sexy Plexi" – 2:07
5. "Flake" – 4:40
6. "Bubble Toes" – 3:56
7. "Fortunate Fool" – 3:48
8. "The News" – 2:26
9. "Drink the Water" – 3:21
10. "Mudfootball" (för Moe Lerner) – 3:03
11. "F-Stop Blues" – 3:10
12. "Losing Hope" – 3:52
13. "It's All Understood" – 5:28 (feat. Sam Beam från Iron and Wine)

UK Bonuslåtar
1. "Flake (Live)" - 4:29
2. "Inaudible Melodies (Live)" - 3:27